# Ioga integral

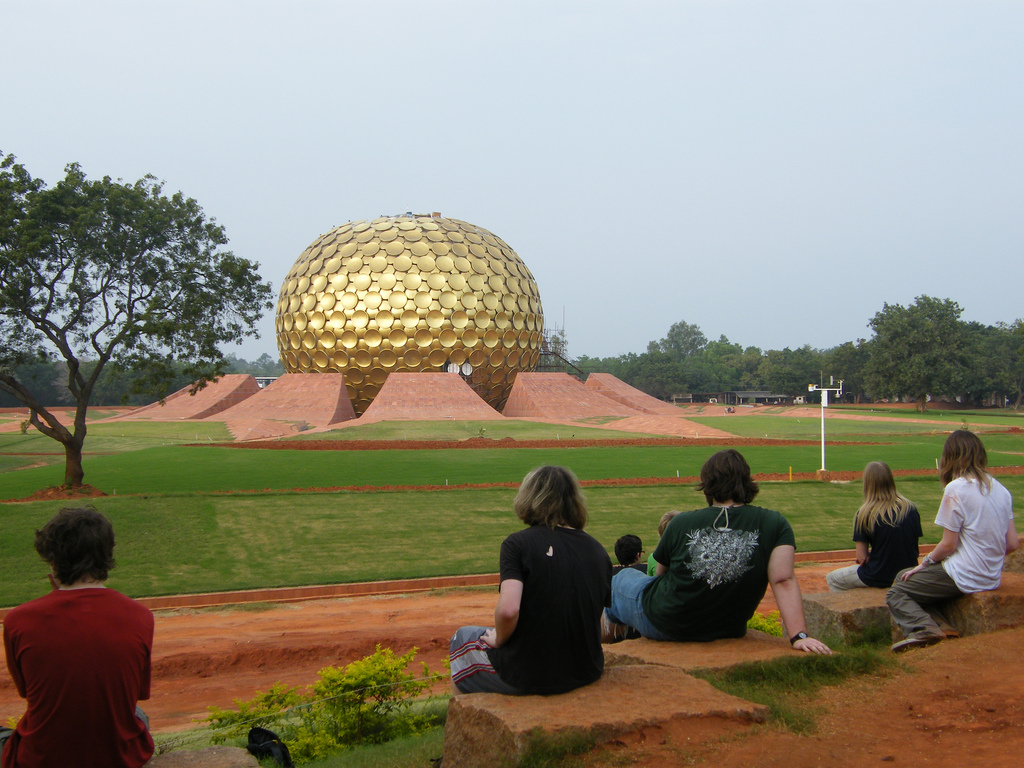
Auroville, cidade indiana inspirada nos princípios da ioga integral

A Ioga integral ou Yoga integral, designado de Pūrṇa Yoga em sânscrito, por vezes, também chamado de Yoga supramental, é o método desenvolvido no século XX por Sri Aurobindo e por Mirra AlfassaMirra Alfassa, conhecida por "A Mãe", que tem a finalidade explícita de fazer descer a “consciência divina” para o corpo e a mente humanos e para a vida comum. 
É um yoga de síntese, que visa harmonizar os caminhos do karma, jnana e bhakti yoga, conforme descrito no Bhagavad Gita. Ele também pode ser considerado uma síntese entre Vedanta e Tantra, e até mesmo entre as abordagens ocidental, oriental e espiritualidade.
No yoga integral, o objetivo não é apenas uma libertação transcendente, nirvana ou moksha como em outros caminhos espirituais, mas também, além disso, a realização do Divino no mundo também. Todos os quais fazem parte de um mesmo processo de integrante realização.
Por outras palavras, podemos dizer que a meta do Yoga Integral é ancorar a perfeição divina no ser humano, divinizando-o a si mesmo e toda a sociedade.
Este yoga refere-se então a um processo de união de todas as partes do ser com o Divino e a transmutação de todos dos seus elementos dissonantes em um estado harmonioso de maior divina consciência e existência.
Para isso, consiste em tirar a pessoa do centramento no ego, no momento e no lugar presentes, e fixá-la na unidade e no infinito espaço-temporal, levando-a à evolução da alma. Este evolução permite a descida do espíritoː primeiro, até a mente como iluminação do intelecto e intuição sem pensamentos; depois, até o corpo vital e físico. Por fim, uma transformação supramental levaria ao "renascimento" do indivíduo através do mesmo poder que criou o universo. Os indivíduos que alcançassem esse estado poderiam, então, ser os iniciadores de uma nova humanidade.
No fim, objetiva o desenvolvimento integral do ser humano, como o próprio nome diz, nos níveis pessoal, social, cultural e ecológico.
Esta integração, no entanto, ocorre em outros três níveis diferentes: uma integração mental, uma integração existencial e uma integração cósmica.
Ao nível prático, o Yoga Integral se baseia na ação sincronizada da aspiração pessoal, que vem “de baixo”, e da graça divina, que vem “de cima”.
Mas, o Yoga Integral não prescreve nenhuma técnica, uma vez que a transformação interna é realizada pelo próprio Poder Divino. Não há rituais, mantras, posturas ou exercícios de respiração obrigatórios.
O aspirante deve tão-somente abrir-se àquele Poder Superior, que Sri Aurobindo identificava com a Mãe. Essa abertura e essa invocação da presença da Mãe são compreendidas como uma forma de prece ou de meditação.
Aurobindo aconselhava os praticantes a concentrar a atenção no coração, que, desde a mais remota antiguidade, é considerado o portal que leva a Deus.
A fé, ou certeza interior, é considerada uma das chaves do crescimento espiritual. Os outros aspectos importantes nesta prática de yoga são a castidade (brahmacarya), a veracidade (satya) e uma permanente disposição calma (praśānti).
Os seus referidos criadores, seguiram esta pesquisa tão exaustivamente que, nomeadamente, foram capazes de desenvolver ideias filosóficas que levariam à criação de Auroville, que funciona até hoje como cidade de paz internacional e onde se pode praticar o referido ioga integral duma forma completa.
O Yoga Integral nos ensina que este não é uma “fuga do mundo” ou uma “libertação do sofrimento”, ou uma “conduta puramente pessoal”, mas, com base em realização e na verdadeira libertação, é uma “divinização” capaz de expressar aqui na Terra, através de corpos físicos, uma nova consciência de luz, amor e poder que permanecem em grande parte escondidos nos recônditos de nossa identidade desconhecida.
Ter atenção que este Yoga Integral de Sri Aurobindo e d´A Mãe não deve ser confundido com uma marca “Yoga Integral” de Swami Satchidananda.